# Seven Mile Ford
Seven Mile Ford – jednostka osadnicza w Stanach Zjednoczonych, w stanie Wirginia, w hrabstwie Smyth.